# اللغات التشوانغية
تشوانغ هي لغة شعب تشوانغ وهي اللغة الرسمية في قوانغشي، وهي منطقة تتمتع بالحكم الذاتي في جنوب الصين. إنها اللغة غير الصينية الأكثر انتشارًا في جمهورية الصين الشعبية. تنتمي إلى ما يسمى مجموعة تاو التابعة للفرع " كام تاي من عائلة لغة تاي كاداي. سرعان ما تراجعت هذه اللغة لصالح اللغة الصينية، مع استيعاب آل تشوانغ من قبل هان.